# 哈瑟尔贝格
哈瑟尔贝格（德語：Hasselberg）是德国石勒苏益格－荷尔斯泰因州的一个市镇。总面积11.30平方公里，总人口880人，其中男性468人，女性412人（2011年12月31日），人口密度78人/平方公里。